# Convention pour la protection du patrimoine mondial, culturel et naturel

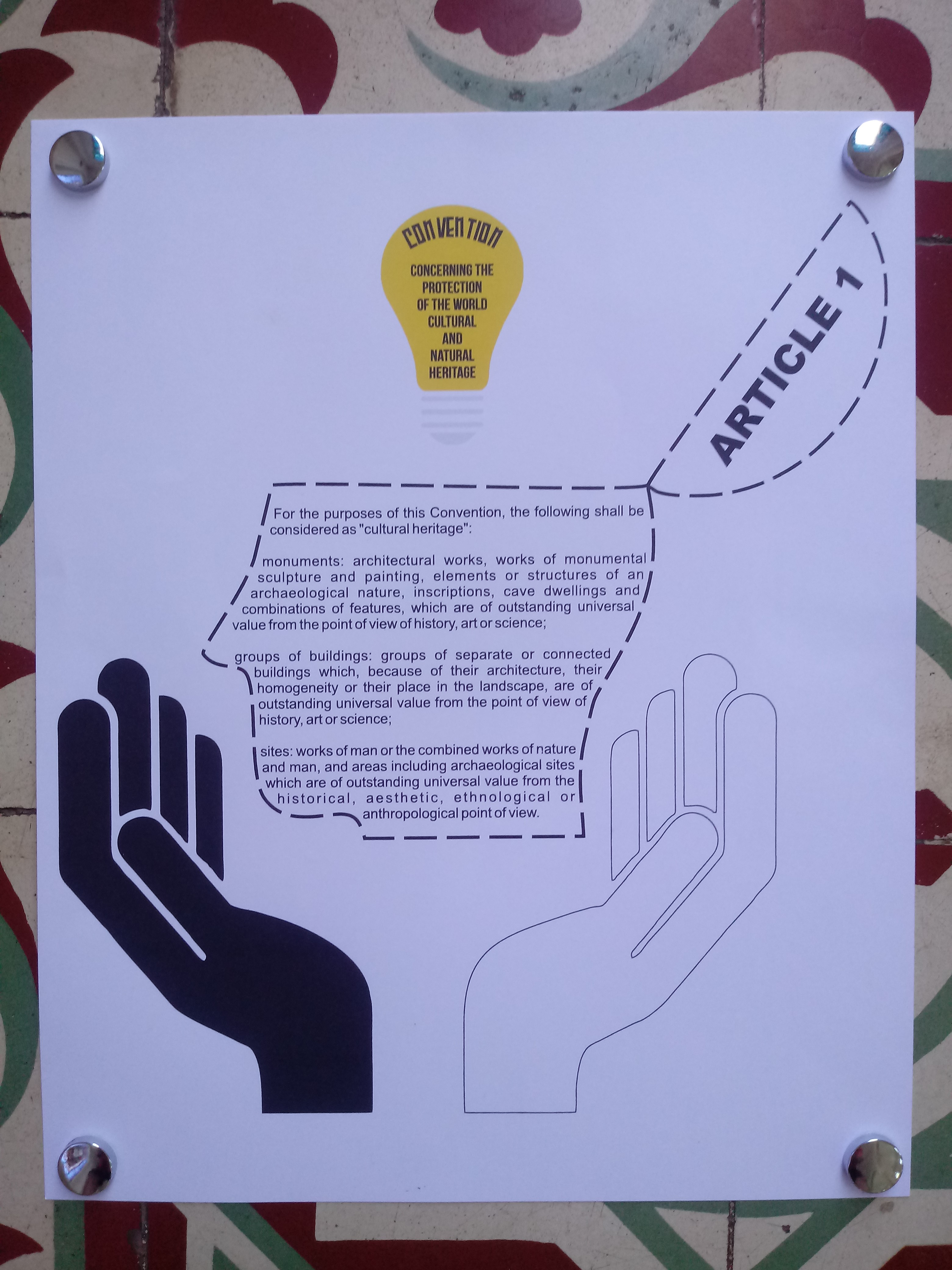
Commemorative plaque.

La Convention pour la protection du patrimoine mondial, culturel et naturel est un texte juridique adopté le 16 novembre 1972 par l'Unesco. Elle engage les États signataires à protéger le patrimoine mondial de l'humanité.
En février 2025, 196 pays sont signataires de la Convention.

## Histoire

### Préparation et rédaction de la Convention sur le patrimoine mondial

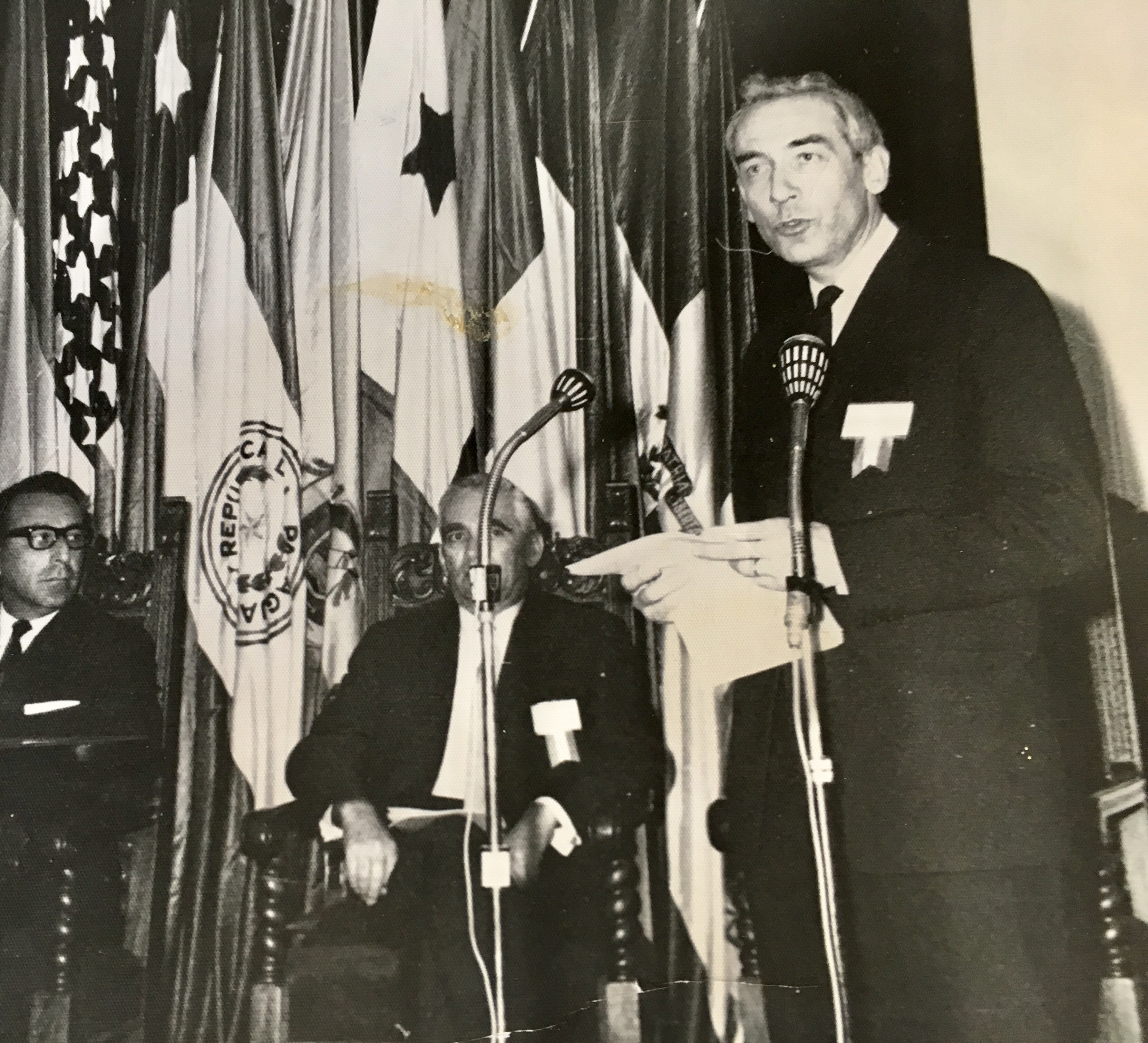
Michel Batisse à la conférence de Stockholm, en 1972

Trois proposition de textes internationaux concernant la protection du patrimoine commun de l'humanité ont été rédigés entre 1968 et 1970, l'une émanant de l'UICN centrée sur le patrimoine naturel, mais comprenant quelque sites culturels, une de l'UNESCO, centrée sur les biens culturels, et à laquelle Michel Batisse, déjà instigateur du programme sur l'homme et la biosphère, a tenu à associer le patrimoine naturel et enfin une proposition de « Trust » émanant des États-Unis, pour lesquels l'association Nature-Culture allait de soit.
En juin 1972, à la suite de l'important travail mené par l'UNESCO, l'UICN et la FAO, les Nations unies réunies à Stockholm prennent une recommandation n°99 prévoyant l'adoption par la conférence générale de l'UNESCO du projet de convention pour « la protection du patrimoine mondial naturel et culturel ».

### Signature de la Convention du Patrimoine mondial

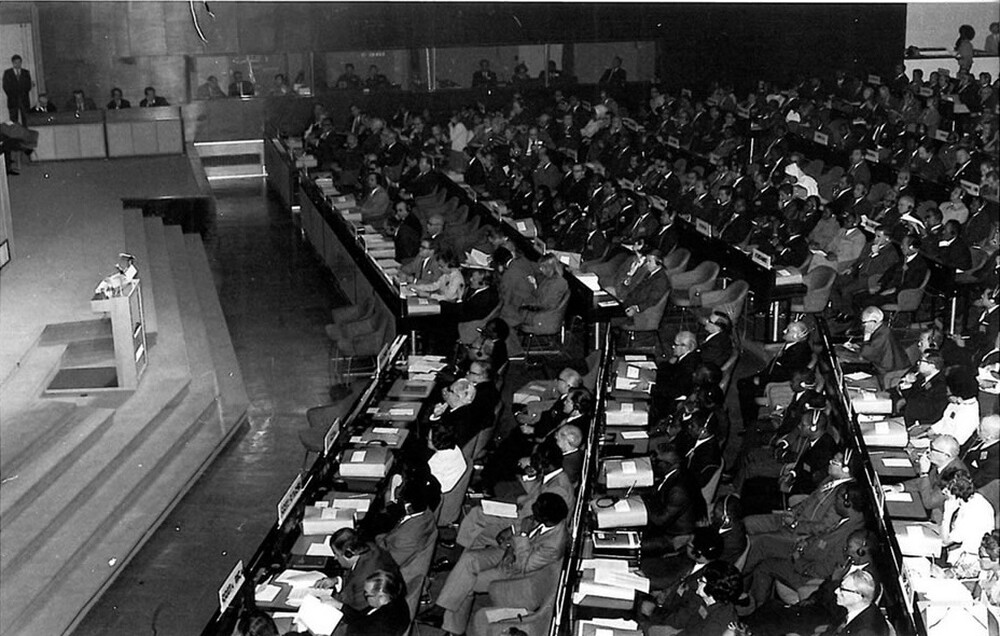
Adoption de la convention pour la protection du patrimoine mondial par l' UNESCO, en 1972.

- 1972 : le traité international intitulé « Convention pour la protection du patrimoine mondial, culturel et naturel » est adopté le 16 novembre 1972 lors de la XVIIe conférence générale de l’Unesco.

### Vie de la convention

nombre de sites inscrits par région et par an

- 1975 Le traité entre en vigueur avec la ratification par un 20e État partie.
- 1976 : L'assemblée générale des États parties, en novembre 1976, voie la création du Comité du patrimoine mondial et l'élection de ses premiers représentants.
- 1978 : Les 12 premiers biens sont inscrits sur la liste du patrimoine mondial, lors de la 2e session du Comité du patrimoine mondial, à Washington, en septembre, soit 8 biens culturels, 3 biens naturels et 1 bien mixte répartis dans 7 pays. Le logo du patrimoine mondial est également adopté à cette réunion[3].
- 1979 : Le comité tient sa troisième réunion en Égypte, entre Le Caire et Louxor, en octobre 1979. Il inscrit 25 nouveaux sites sur la liste. Le site de Kotor, dans ce qui était alors la Yougoslavie, récemment endommagé par un séisme est déclaré en péril. On formalise la procédure pour délister les sites[3].
- 1982 : Des lignes directrices pour l'inscription des sites sur la liste du patrimoine en péril sont adoptées à la 6e session du Comité du patrimoine mondial, à Paris[3].
- 1984 : Premier retrait des États-Unis de l'UNESCO sous la Présidence de Ronald Reagan. Ce retrait fait baisser les moyens financiers de l'UNESCO, de façon importante. Le pays réintègre l'UNESCO en 2003 sous la Présidence de George W. Bush.
- 1992 : apparition de la notion de paysage culturel.
- 1994 : lancement la Stratégie globale pour une Liste du patrimoine mondial équilibrée, représentative et crédible, dans le but de rééquilibrer la liste du patrimoine mondial[4]. La convention comptait alors, 193 États-partis.
- 2015 : La prise en compte des populations autochtones et locales, qui était jusque là une recommandation, devient obligatoire.
- 2018 : Deuxième retrait des États-Unis de l'Unesco, sous la Première présidence de Donald Trump. Ils apportaient 22 % du budget de l'organisation. Israël se retire également. Le 10 juillet 2023, l'UNESCO réintègre les États-Unis au sein de ses membres, à la suite d'une demande du président Joe Biden.

## États parties
196 États sont signataires de la convention sur les 197 reconnus par les Nations unies.